# IRAS 17441-2411
IRAS 19024+0044 är en protoplanetarisk nebulosa i stjärnbilden Skytten.